# Резник, Вера Михайловна
Вера Михайловна Резник (23 ноября 1923 — 13 апреля 2008) — передовик советского сельского хозяйства, бригадир совхоза «Большевик» Серпуховского района Московской области, Герой Социалистического Труда (1966).

## Биография
Родилась 23 ноября 1923 года в селе Пально Болховского уезда Орловской губернии в русской крестьянской семье. Завершив обучение в сельской школе стала трудиться в сельском хозяйстве. В начале Великой Отечественной войны, Вера Михайловна была направлена на возведение оборонительных сооружений под Москвой. За свой труд была удостоена медалью «За оборону Москвы».
В марте 1949 года поступила на работу в совхоз «Большевик» Серпуховского района Московской области. Сначала работала полеводом в бригаде заслуженной работницы Карпутцевой А. Л., а в 1953 году сама возглавила бригаду овощеводов. За её бригадой было закреплено около 120 гектаров земли. Выращивали более десяти наименований овощных культур, основными были морковь и сахарная свёкла. 
«За успехи достигнутые в увеличении производства и заготовок картофеля, овощей, плодов и винограда», указом Президиума Верховного Совета СССР от 30 апреля 1966 года Вере Михайловне Резник было присвоено звание Героя Социалистического Труда с вручением ордена Ленина и золотой медали «Серп и Молот». 
Продолжала работать в полеводческой бригаде. По итогам восьмой пятилетки была награждена орденом Трудового Красного Знамени, а за высокие урожаи в 1973 году была представлена к награде орденом Октябрьской Революции.
С января 1971 года работала управляющей отделением №1 совхоза «Большевик». В декабре 1979 года вышла на пенсию. 
Последнее время проживала в городе Серпухов Московской области. Умерла 13 апреля 2008 года.   

## Награды
За трудовые успехи была удостоена:
- золотая звезда «Серп и Молот» (30.04.1966);
- орден Ленина (30.04.1966);
- Орден Октябрьской Революции (11.12.1973);
- Орден Трудового Красного Знамени (08.04.1971);
- Медаль «За трудовую доблесть» (28.05.1960);
- Медаль «За оборону Москвы» (01.05.1944);
- другие медали.